# Соната для кларнета и фортепиано (Пуленк)
Соната для кларнета и фортепиано — одно из последних сочинений Франсиса Пуленка, написанное в 1962 году. Это одно из самых популярных произведений в репертуаре современных кларнетистов.
Соната посвящена памяти Артюра Онеггера и впервые исполнена 10 апреля 1963 года (три месяца спустя после смерти самого Пуленка) в Карнеги-холле (Нью-Йорк). Партию кларнета исполнял Бенни Гудмен, партию фортепиано — Леонард Бернстайн
Первыми исполнителями этого сочинения в СССР были Лев Михайлов и Мария Юдина.
Произведение состоит из трёх частей:
1. Allegro tristamente (Allegretto — Très calme — Tempo allegretto)
2. Romanza (Très calme)
3. Allegro con fuoco (Très animé)

Эта соната — вторая в цикле сонат Пуленка для духовых инструментов и фортепиано вместе с Сонатой для флейты (1956) и Сонатой для гобоя (1962). Судя по переписке, Пуленк работал над двумя сонатами (для кларнета и фортепиано и для гобоя и фортепиано) параллельно. 
"Две сонаты основательно продвинуты. Нуазе довершит остальное. По покрою они похожи на Сонату для флейты, но более пикантны - дань уважения к использованным двум деревянным инструментам", - написал он 6 августа 1962 года певцу Пьеру Бернаку.